# Jardín Botánico Alpino de Passo Coe

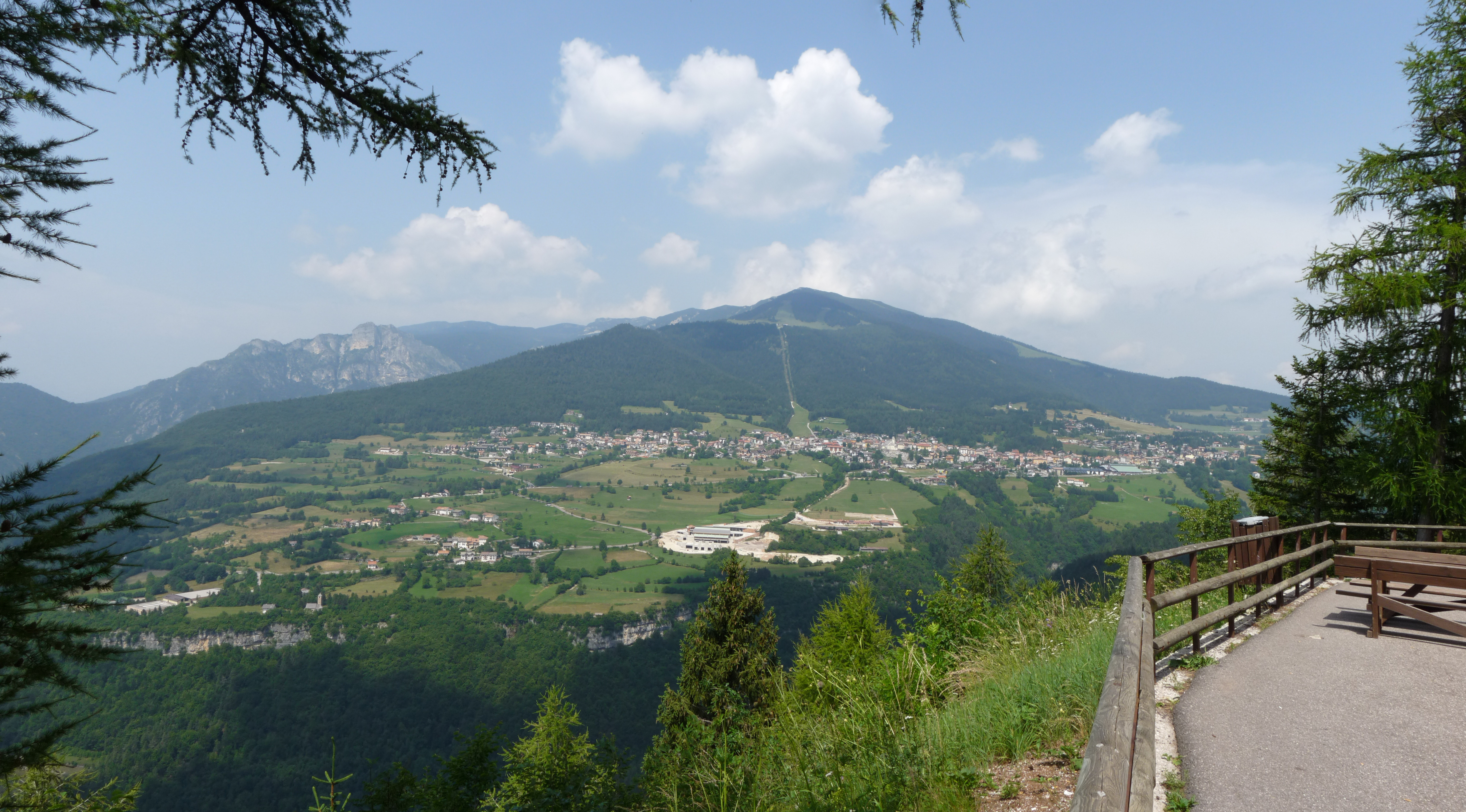
Panorama de la zona de Folgaria.

El Jardín Botánico Alpino de Passo Coe (en  italiano: Giardino Botanico Alpino di Passo Coe), es una reserva de naturaleza municipal y un jardín botánico alpino administrado por el "Museo Civico Rovereto", en la proximidad de Folgaria, Italia.

## Localización
El Giardino Botanico Alpino di Passo Coe, se encuentra a una altitud de 1612 m s. n. m. en el "Monte Marònia" en la zona de "Passo Coe" a unos 5 km al sureste de Folgaria, Provincia de Trento, Trentino-Alto Adigio, Italia.45°55′0″N 11°11′0″E / 45.91667, 11.18333
Abre al público de martes a domingos en los meses cálidos del año, se cobra una tarifa de entrada.

## Historia
El jardín botánico se encuentra en terrenos propiedad de la comuna de  Folgaria, y su intención es la de proteger y dar a conocer a us visitantes la Flora alpina de la zona en la que se ubica.
Gracias a la gestión del "Museo Civico di Rovereto", fueron efectuados trabajos de reacondicionamiento durante la primavera y el verano del  2010.

## Colecciones
En el jardín las plantas se encuentran en una pradera alpina con árboles dispersos con diferentes hábitat incluyendo zona de derrubios, zona de pradera, humedales, y arbustos, de zona alpina.
Además incluye colecciones de plantas más usuales cultivadas por las gentes de estas montañas así como plantas medicinales.
Hay varios senderos de recorrido:
- El camino de baches,
- El camino de la laguna de montaña,
- Los senderos del bosque
- La Ruta de la pradera.